# Simon Peters Kirke (København)
 For alternative betydninger, se Simon Peters Kirke. (Se også artikler, som begynder med Simon Peters Kirke)
Simon Peters Kirke ligger på Kastrupvej på Amager. Kirken er tegnet af Paul Staffeldt Matthiesen.

## Eksterne kilder og henvisninger
- Wikimedia Commons har flere filer relateret til Simon Peters Kirke (København)
- Simon Peters Kirke hos denstoredanske.dk
- Simon Peters Kirke hos KortTilKirken.dk